# Борго Брунер (Удине)
Борго Брунер је насеље у Италији у округу Удине, региону Фурланија-Јулијска крајина.
Према процени из 2011. у насељу је живело 30 становника. Насеље се налази на надморској висини од -5 м.